# Submarino U-82 (1941)
El submarino alemán U-82 fue un submarino tipo VIIC de la Kriegsmarine de la Alemania nazi durante la Segunda Guerra Mundial .
Su quilla fue colocada el 15 de mayo de 1940 por la Bremer Vulkan-Vegesacker Werft de Bremen como astillero número 10. Fue botado el 15 de marzo de 1941 y comisionado el 14 de mayo con el Oberleutnant zur See Siegfried Rollmann al mando. 
El U-82 realizó tres patrullas, hundiendo ocho buques mercantes para un total de 51,859 toneladas de registro bruto (TRB), entre ellos un buque de guerra de 1.190 toneladas y dañando otro mercante de 1,999 TRB

## Diseño
Los submarinos alemanes Tipo VIIC fueron precedidos por los submarinos más cortos Tipo VIIB . El U-424 tenía un desplazamiento de 769 toneladas (757 toneladas largas) cuando estaba en la superficie y 871 toneladas (857 toneladas largas) mientras estaba sumergido.  Tenía una longitud total de 67,10 m (220 pies 2 pulgadas), una longitud de casco de presión de 50,50 m (165 pies 8 pulgadas), una manga de 6,20 m (20 pies 4 pulgadas), una altura de 9,60 m ( 31 pies 6 pulgadas) y un calado de 4,74 m (15 pies 7 pulgadas). El submarino estaba propulsado por dos motores diesel sobrealimentados Germaniawerft F46 de cuatro tiempos y seis cilindros . produciendo un total de 2800 a 3200 caballos de fuerza métricos (2060 a 2350 kW; 2760 a 3160 shp) para uso en superficie, dos motores eléctricos de doble acción Siemens-Schuckert GU 343/38–8 que producen un total de 750 caballos de fuerza métricos (550 kW ; 740 shp) para usar mientras está sumergido. Tenía dos ejes y dos hélices de 1,23 m (4 pies ) . El barco era capaz de operar a profundidades de hasta 230 metros (750 pies).
El submarino tenía una velocidad máxima en superficie de 17,7 nudos (32,8 km/h; 20,4 mph) y una velocidad máxima sumergida de 7,6 nudos (14,1 km/h; 8,7 mph).  Cuando estaba sumergido, el barco podía operar durante 80 millas náuticas (150 km; 92 mi) a 4 nudos (7,4 km/h; 4,6 mph); cuando salió a la superficie, podría viajar 8.500 millas náuticas (15.700 km; 9.800 mi) a 10 nudos (19 km / h; 12 mph). El U-424 estaba equipado con cinco tubos de torpedos de 53,3 cm (21 pulgadas) (cuatro instalados en la proa y uno en la popa), catorce torpedos , un cañón naval SK C / 35 de 8,8 cm (3,46 pulgadas) , 220 rondas y dos cañones antiaéreos gemelos C/30 de 2 cm (0,79 pulgadas) . La nave contaba con una capacidad de entre cuarenta y cuatro y sesenta tripulantes.

## Historial de servicio
El U-82 realizó tres patrullas mientras prestaba servicio en la 3.ª Flotilla de submarinos desde el 14 de mayo de 1941 hasta el 6 de febrero de 1942, cuando se hundió. Fue miembro en cuatro manadas de lobos.

### Primera patrulla
La primera patrulla del barco comenzó con su salida de Trondheim en Noruega el 11 de agosto de 1941 después de cambiar su base de misiones desde Kiel en julio. Su ruta lo llevó a través del Mar de Noruega a través de la brecha que separa Islandia y las Islas Feroe hacia el Océano Atlántico.
Hundió el Empire Hudson al noreste de Groenlandia el 10 de septiembre de 1941 seguido de cuatro barcos más: el Bulysees, el Gypsum Queen, el Empire Crossbill y el Scania, todos el día 11.
Luego el U-82 atracó en Lorient en la costa atlántica francesa el 5 de julio.

### Segunda patrulla
El barco hundió dos barcos más en su segunda incursión pero cuando regresó a Francia se dirigió a La Pallice el 19 de noviembre de 1941.

### Tercera patrulla y hundimiento
En su última patrulla, el U-82 hundió Athelcrown y Leiesten en el Atlántico medio. A finales de enero atacó y hundió al HMS Belmont .HMS Belmont, un Town-class construido en EE. UU, al sur de Terranova. El 6 de febrero de 1942, mientras regresaba de patrullar, se encontró con el convoy OS 18 al noreste de las Azores. Mientras intentaba atacar, fue hundido con los 45 miembros de su tripulación por cargas de profundidad del balandro británico HMS Rochester .HMS Rochester y la corbeta HMS Tamarisk .

## Historial de incursiones
| Fecha                    | Barco            | Nacionalidad          | Tonelaje | Destino |
| ------------------------ | ---------------- | --------------------- | -------- | ------- |
| 10 de septiembre de 1941 | Empire hudson    | Reino Unido           | 7,465    | Hundido |
| 11 de septiembre de 1941 | Bulysses         | Reino Unido           | 7,519    | Hundido |
| 11 de septiembre de 1941 | Empire Crossbill | Reino Unido           | 5,463    | Hundido |
| 11 de septiembre de 1941 | Gypsum Queen     | Reino Unido           | 3,915    | Hundido |
| 11 de septiembre de 1941 | Scania           | Suecia                | 1,999    | Dañado  |
| 21 de octubre de 1941    | Treverbyn        | Reino Unido           | 5,281    | Hundido |
| 21 de octubre de 1941    | Serbino          | Reino Unido           | 4,099    | Hundido |
| 22 de enero de 1942      | Athelcrown       | Reino Unido           | 11,999   | Hundido |
| 23 de enero de 1942      | Leisten          | Noruega               | 6,118    | Hundido |
| 31 de enero de 1942      | HMS Belmont      | Marina Real británica | 1,190    | Hundido |

### Citas
1. 1 2  Gröner, 1991, pp. 43-46.
2. ↑  Kemp, 1999, p. 79.
3. ↑  Neistle p44
4. ↑  Helgason, Guðmundur. «The Type VIIC boat U-82». German U-boats of WWII - uboat.net. Consultado el 26 de diciembre de 2014.
5. ↑  Helgason, Guðmundur. «Ships hit by U-82». German U-boats of WWII - uboat.net. Consultado el 26 de diciembre de 2014.